# Amy Acker
Amy Louise Acker (sinh ngày 5 tháng 12 năm 1976) là một  diễn viên Mỹ. Cô ấy đã đóng vai Winifred Burkle và Illyria trong bộ phim truyền hình Angel và Kelly Peyton trong phim Alias. Cô hiện tại đang đóng vai Samantha "Root" Groves trong phim Person of Interest, và đã trở thành nhân vật thường xuyên từ mùa thứ 3.

## Đời sống cá nhân
Vào ngày 25 tháng 4 năm 2003, Amy Acker đã tổ chức đám cưới với James Carpinello ở California. Cặp đôi này hiên tại đã có hai con.

## Sự nghiệp

### Phim điện ảnh
| Năm  | Tên phim               | Vai diễn         | Ghi chú   |
| ---- | ---------------------- | ---------------- | --------- |
| 2000 | The Energy Specialist  | Claire           |           |
| 2001 | The Accident           | Nina             |           |
| 2002 | Groom Lake             | Kate             |           |
| 2002 | Catch Me If You Can    | Miggy            |           |
| 2005 | Mr. Dramatic           | Jodi             | Phim ngắn |
| 2006 | The Novice             | Jill Yarrut      |           |
| 2009 | 21 and a Wake-Up       | Caitlin Murphy   |           |
| 2011 | Vile                   | Whitney Richards |           |
| 2011 | Sironia                | Molly            |           |
| 2012 | The Cabin in the Woods | Wendy Lin        |           |
| 2012 | Much Ado About Nothing | Beatrice         |           |
| 2014 | Let's Kill Ward's Wife | Geena            |           |
| 2015 | The Energy Specialist  | Claire           |           |

### Phim truyền hình
| Năm        | Phim                                                      | Vai diễn                       | Chú thích                                                   |
| ---------- | --------------------------------------------------------- | ------------------------------ | ----------------------------------------------------------- |
| 1998       | Wishbone                                                  | Catherine Morland              | Tập phim: "Pup Fiction"                                     |
| 1999       | To Serve and Protect                                      | Melissa Jorgensen              | Tập phim: "1.2"                                             |
| 1999       | Wishbone                                                  | Priscilla Venus                | Tập phim: "A Bone of Contention" Tập phim: "A Roamin' Nose" |
| 2001       | Special Unit 2                                            | Nancy                          | Tập phim: "The Invisible"                                   |
| 2001– 2004 | Angel                                                     | Winifred 'Fred' Burkle/Illyria | 70 tập                                                      |
| 2003       | Return to the Batcave: The Misadventures of Adam and Burt | Bonnie Lindsay                 |                                                             |
| 2005       | Supernatural                                              | Andrea Barr                    | Tập phim: "Dead in the Water"                               |
| 2005– 2006 | Justice League Unlimited                                  | Huntress/Helena Bertinelli     | 4 tập                                                       |
| 2005– 2006 | Alias                                                     | Kelly Peyton                   | 13 tập                                                      |
| 2006       | How I Met Your Mother                                     | Penelope                       | Tập phim: "Come On"                                         |
| 2007       | Drive                                                     | Kathryn Tully                  | 3 tập                                                       |
| 2007       | Law & Order: Criminal Intent                              | Leslie LeZard                  | Tập phim: "Smile"                                           |
| 2007       | Ghost Whisperer                                           | Tessa                          | Tập phim: "Weight of What Was"                              |
| 2008       | A Near Death Experience, Lồng tiếng                       | Ellie Daly                     | Phim dài                                                    |
| 2008       | Fire and Ice: The Dragon Chronicles                       | Princess Luisa                 | Phim dài                                                    |
| 2008       | October Road                                              | Girl in Blue Uniform           | Tập phim: "Dancing Days Are Here Again"                     |
| 2008       | October Road                                              | Jenny Bristol                  | Tập phim: "Hat? No Hat?"                                    |
| 2008       | Private Practice                                          | Molly Madison                  | Tập phim: "A Family Thing"                                  |
| 2009– 2010 | Dollhouse                                                 | Dr. Claire Saunders (Whiskey)  | 14 tập                                                      |
| 2010       | Human Target                                              | Katherine Walters              | Tập phim: "Christopher Chance"                              |
| 2010       | The Good Wife                                             | Trish Arkin                    | Tập phim: "Running"                                         |
| 2010       | Happy Town                                                | Rachel Conroy                  | 8 tập                                                       |
| 2010       | No Ordinary Family                                        | Amanda Grayson                 | 2 tập                                                       |
| 2011       | Dear Santa                                                | Crystal Carruthers             | Phim dài                                                    |
| 2011– 2013 | CSI: Crime Scene Investigation                            | Sandy Colfax                   | 2 tập                                                       |
| 2012       | Grimm                                                     | Lena Marcenko                  | Tập phim: "Tarantella"                                      |
| 2012       | Once Upon a Time                                          | Astrid/Nova                    | Tập phim: "Dreamy"                                          |
| 2012       | Warehouse 13                                              | Tracey                         | Tập phim: "The Ones You Love"                               |
| 2012– nay  | Person of Interest                                        | Root/Samantha Groves           | Vai phụ ở mùa 1 & 2; vai chính bắt đầu từ mùa 3–nay         |
| 2013       | Scooby-Doo! Mystery Incorporated                          | Nova                           | 4 tập                                                       |
| 2013       | Husbands                                                  | Claudia                        |                                                             |
| 2014       | Agents of S.H.I.E.L.D.                                    | Audrey Nathan, the Cellist     | Tập phim: "The Only Light in the Darkness"                  |
| 2015       | A Novel Romance                                           | Sophie                         | Phim dài                                                    |